# Luxhohl
Der Luxhohl ist ein kleines Stillgewässer in der Gemarkung Egelsbach im Landkreis Offenbach in Hessen.

## Geographie
Der Teich ist annähernd kreisrund und hat einen Durchmesser von circa 50 m.
Er hat eine Fläche von circa 0,2 ha.
Der Luxhohl befindet sich im langen, bewaldeten nordwestlichen Gemarkungszipfel von Egelsbach, südlich der Egelsbach Transmitter Facility.
Der Teich Luxhohl befindet sich im Gewann Luxhohl.